# Autour de votre main, Madame
Autour de votre main, Madame è un film del 1930 diretto da Max de Vaucorbeil.